# Rabal (Bragança)
Rabal ist eine Gemeinde (Freguesia) im portugiesischen Kreis Bragança. In ihr leben 152 Einwohner (Stand 19. April 2021).